# Distrikt Pucusana
Der Distrikt Pucusana ist einer der 43 Stadtbezirke der Region Lima Metropolitana in Peru.
Der Distrikt hat eine Fläche von 37,83 km². Beim Zensus 2017 wurden 14.891 Einwohner gezählt. Im Jahr 1993 lag dei Einwohnerzahl bei 4233, im Jahr 2007 bei 10.633.

## Geographie

### Lage

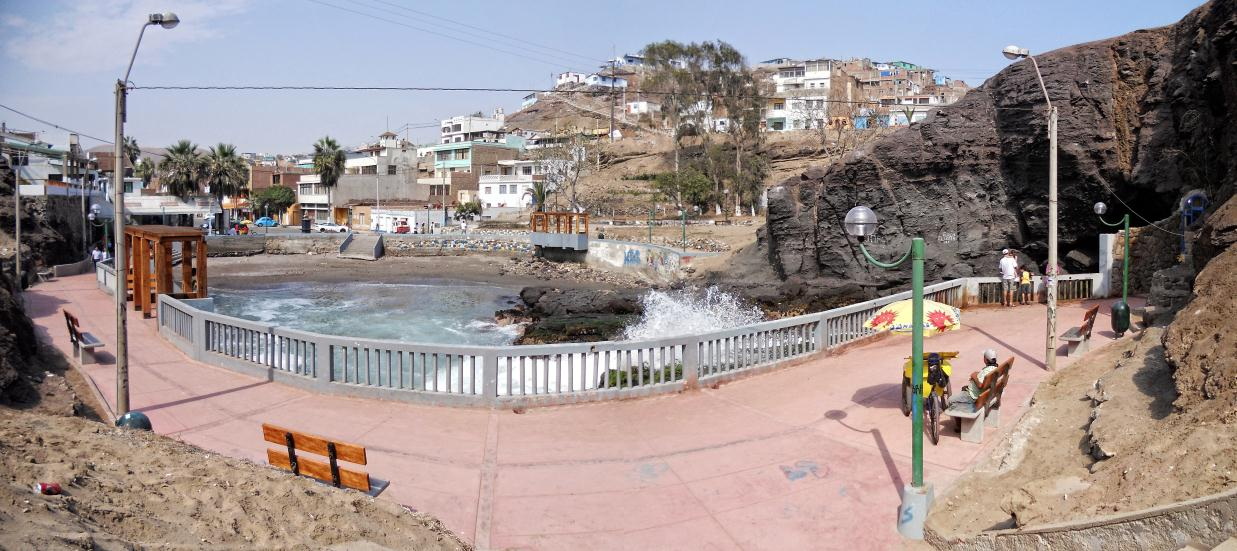
El Boquerón - Pucusana

Der Distrikt Pucusana liegt an der Pazifikküste im äußersten Süden der Provinz Lima, 55 km südsüdöstlich vom Stadtzentrum von Lima. Er liegt auf durchschnittlich 7 Metern Meereshöhe. Pucusana grenzt im Norden an den Distrikt Santa María del Mar sowie im Osten und Süden an die Provinz Cañete.

### Klima
In Pucusana ein gemäßigtes, maritimes Klima. Die jährliche Durchschnittstemperatur beträgt 19,2 Grad Celsius, die jährliche Niederschlagsmenge bei nur 9 Millimeter. Der August ist der kälteste Monat mit durchschnittlich 15,1 Grad Celsius, der Februar ist der wärmste Monat mit 27,5 Grad Durchschnittstemperatur.

## Geschichte
Am 22. Januar 1943 wurde Pucusana offiziell zu einem Stadtbezirk von Lima.

## Politik
Der amtierende Bürgermeister des Stadtbezirks heißt Luis Chauca Navarro  (2019–2022)

## Tourismus

### Hotels
In Pucusana haben sich die meisten Hotels angesiedelt.